# سفارت ایران در نزد لویی چهاردهم
سفارت ایران در نزد لویی چهاردهم (فارسی: محمدرضا بیگ) درست در ۱۷۱۵ میلادی واپسین سال حیات لویی چهاردهم به فرانسه رسید. محمدرضا بیگ سفیر حکومت صفویان در زمان شاه سلطان حسین (۱۶۹۴–۱۷۲۲ میلادی) در فرانسهٔ تحت حکومت لویی چهاردهم بود. در منبع فرانسوی از او به محمت رضا بیگ یاد شده‌است. در ۷ فوریه ۱۷۱۵ هیئت ایرانی از ناحیهٔ فرانسوا پیدو دو سن اولون مورد استقبال قرار گرفت او در این باره بیان می‌دارد که ده ایرانی یا ارمنی با اسب‌های زینتی هیئت ایرانی را تشکیل می‌دادند. دو ارمنی مسئول مراقبت از هدایای پادشاه پارسی بودند. دو طرف سفیر، دبیر او و مترجم ایستاده بودند. سفیر روی اسب نشسته بود. اصحاب فارسی و ارمنی سفیر در اطراف اسب او بودند و محافظ سفیر حامل استوارنامهٔ پادشاه پارس، بلافاصله پشت سر سفیر حرکت می‌کرد. در طی چند ماهی که سفیر در ورسای مستقر بود دو طرف مذاکرات متعددی پیرامون مسائل سیاسی و بازرگانی به عمل آوردند؛ با این‌حال، در مدتی که در پاریس گذراند گمانه‌زنی‌های متعددی در مورد این شخصیت عجیب و غریب، قبض‌های بدون پرداخت وی، شیوه زندگی اسراف‌آمیز و در عین‌حال عجیب و غریب او مطرح می‌شد. مشهور است که این موضوع بر نگارش نامه‌های ایرانی مونتسکیو مؤثر بوده‌است.

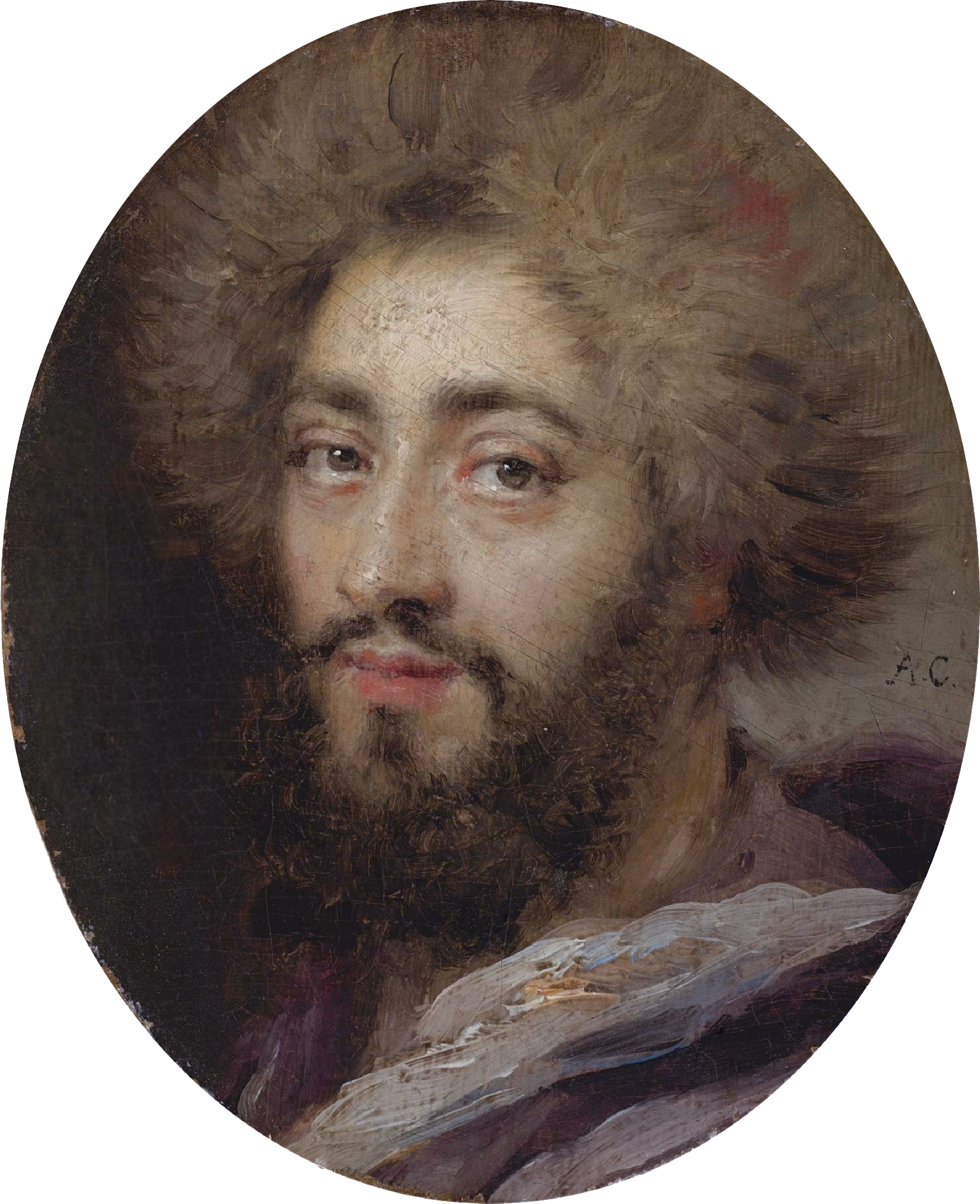
محمد رضا بیگ.